# Nina Bawden
Nina Bawden, född 19 januari 1925, död 22 augusti 2012, var en brittisk författare.
Nina Bawden fick sitt genombrott som vuxenförfattare, då hon skrev sin första barnbok 1957. Mest känd blev hon för Carries krig, som huvudsakligen handlar om andra världskriget men även skildrar hur huvudpersonen 30 år senare återvänder till byn dit hon och hennes bror en gång evakuerades.